# Aït Bouaddou
Ne doit pas être confondu avec Ait Bouada.

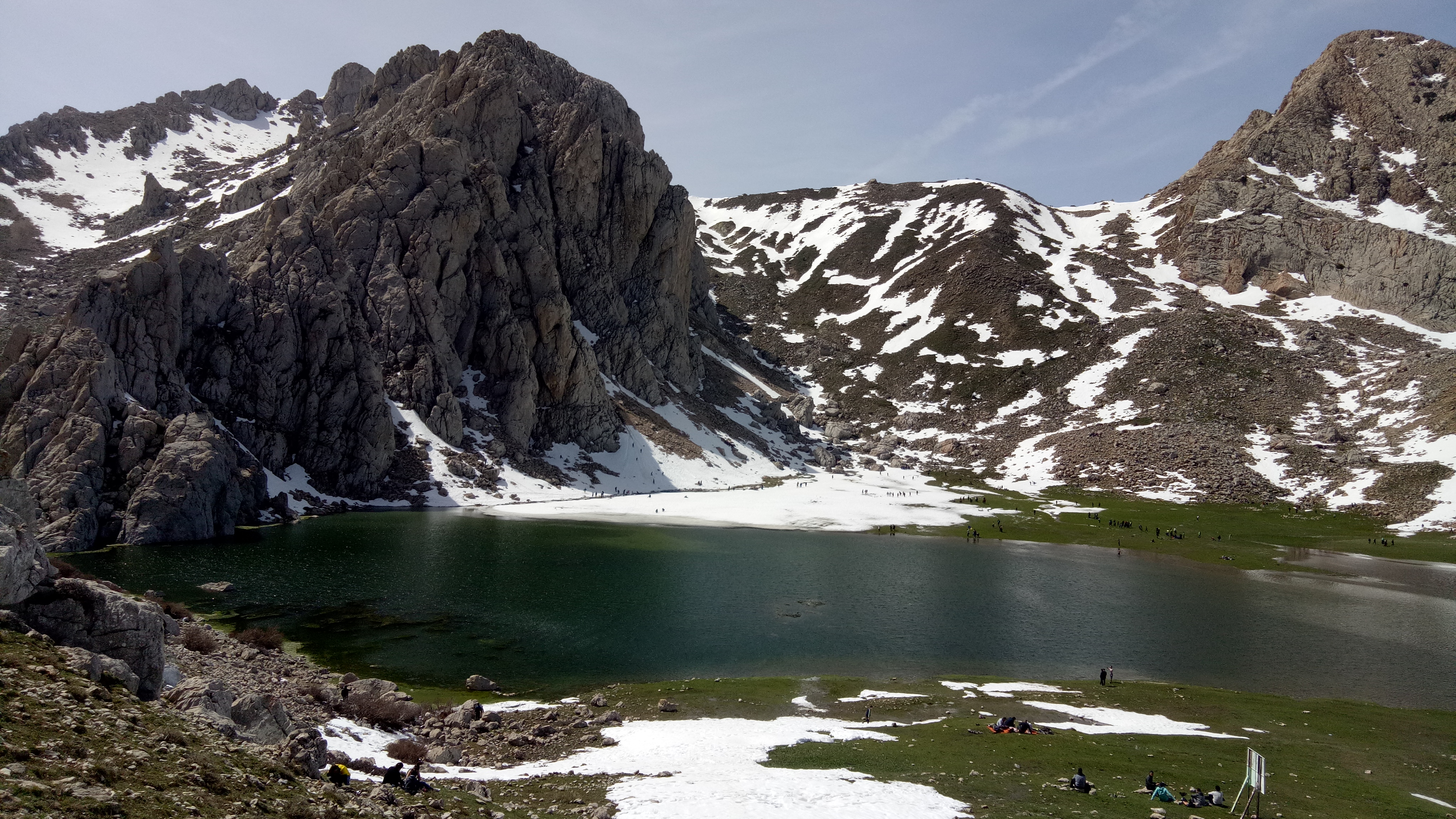
Le lac Agoulmime

Aït Bouaddou, aussi appelé At Buwaddu; est une commune de la wilaya de Tizi Ouzou, en Algérie. Elle se situe dans la région de Grande Kabylie et de la daïra des Ouadhia.

## Géographie

### Localisation
La commune d'At Bouaddou se situe au sud de la wilaya de Tizi Ouzou.
| Mechtras    | Tizi N'Tleta              | Ouadhia                     |
| Assi Youcef | Aït Bouaddou              | Agouni Gueghrane            |
|             | Haizer (wilaya de Bouira) | El Asnam (wilaya de Bouira) |

| Superficie                                           | 3 930 hectares soit 39,30 km2 (15,17 sq mi)                         |
| Démographie                                          | Population : 18 000 habitants (env) Densité : 458 hab/km2           |
| Démographie                                          |                                                                     |
| Coordonnées géographiques décimales et sexagésimales | Latitude: 36.5 Longitude: 4.01667 36° 30′ 0″ Nord, 4° 1′ 0″ Est     |
| Climat                                               | Climat méditerranéen avec été chaud (Classification de Köppen: Csa) |

### Localités de la commune
La commune d'At Bouaddou est composée de six localités :
- At Amar
- At Djemaa, chef-lieu de la commune
- At Maalem, constitué de quatre hameaux : At Khelfa, At Dwala, Taxaradjit, Tamkadbut.
- At Irane
- At Ouel hadj
- Ibadissen

## Histoire
Les At Bouaddou font partie de la confédération "Taqbilt IGOUCHDAL". Celle-ci est composée des archs suivants :
- Abid (Boghni)

- At Smaïl (At Smaɛil)
- Mechtras (Amecras)
- At Mendes (At Mendes)
- At Koufi (At Kuffi)
- At Boughrdane (At BuƔerdan)
- Cheurfa Guiril Geken (Ccerfa n Yiɣil)
- At Bou Addou (At Buwaddu)[3]

### Invasion Française
Les At Bouaddou étaient dans le territoire géré par Si Ahmed Ou Salem lors de l'invasion française.
Si Ahmed Taïeb Ou Salem, khalifa d'Abd el Kader, était campé à At Bou-Addou, sur le flanc nord du Djurdjura ; il avait avec lui les restes de ses habitués et un groupe de cavaliers arabes qui avaient accroché leur étoile à la sienne et dont les rangs s'amincissaient chaque jour à cause des désertions provoquées par le manque de ressources; il a donc accueilli favorablement une raison pour des escarmouches et des pillages.
Le 27 février 1847, reddition de si Ahmed Taïeb ben Salem à Aumale: elle fut suivie de celle de Bel Kassem ou Kassi. Ce dernier a été nommé bach-aghadu Sebaou; Ben Salem a été autorisé à se rendre à La Mecque, et son frère, Aomar ben Salem, a été nommé bachagha du Beni-Djaad et de l'oued Sahel.
Charles Denis Bourbaki (Lieutenant-colonel à l'époque) fut l un des officiers de cette invasion
Bou Bar'la est un des personnages ayant fomenté des insurrections en Kabylie dont chez les guechtoula

### Pendant la colonisation française
À partir de 1867, Napoléon III a décidé que les bagnes des coloniaux étaient déportés en guyane française
L'insurrection de Mokrani et cheikh Haddad de 1871 (313 tribus) qui a aussi eu lieu dans cette localité, fut dirigé par Mohamed Ben Moussa (pour ce qui concerne les Ait Bouaddou) qui a fait 47 jours de siège sur la redoute de draa el mizan.
Le territoire des ait bouaddou était rattaché à la commune de draa el mizan, commune mixte de Dra-el-Mizan créée en 1876 dans le département d' Alger arrondissement de Palestro
Cette commune a été créée par arrêté gouvernemental du 24 janvier 1876 (centres de Dra El Mizan, Bordj Boghni et Aïn Zaouïa, douars).
Le 27 septembre 1888, une brigade de gendarmerie a été créée à Boghni.
Le territoire de la tribu des Beni Bou Addou est délimité et constitué en un seul douar, nommé Bou Addou, par arrêté du 11 janvier 1898.
Cette commune mixte de draa el mizan a été supprimée par arrêté du 27 novembre 1956. Elle est devenue commune de plein exercice, et rattachée en 1958 au nouveau département de Tizi-Ouzou
Une partie du territoire de la tribu des ait bouaddou est érigée en commune sous le nom d’Aït Bouaddou et l’autre rattachée à la commune de Tizi N’Tleta par arrêtés du 27 novembre 1956.

### La guerre d'indépendance d'Algérie
De nombreux accrochages ont eu lieu pendant la guerre, notamment :
- Le 21 avril 1956, Taghzut.
- Le 03 juillet 1956, Azru Tzizwa à Ait Ouelhadj. Après une résistance, menée par BOUARABA Arab Wali et ses compagnons, qui a duré deux jours et deux nuits, ces derniers tombent au champ d'honneur, gazés puis assassinés par l'armée française les armes à la main.

## Personnalités
- TEKLI Mohamed dit El Hadj Mohd Bouakli est né le 18 juin 1903 à Ait Amar. Il a participé au déclenchement de la Guerre d'Algérie le 1er novembre 1954 et à la sensibilisation des militants à prendre conscience de la nécessité d’une lutte armée. Il est mort au combat avec son bras droit Hamouche BOUARABA le 12 juillet 1955 à Kuryet, située au pied de Djurdjura dans la commune d'Agouni Gueghrane.
- BOUARABA Mouhamed-Arezki né en 1915 à Ait Ouelhadj. Militant du mouvement national. Il a adhéré au parti de l'étoile nord africaine en 1933. Mort au combat en 1955 du côté d'Ibadissen.
- Ahmed Oumeri : Rebelle durant l'époque coloniale.
- Karim Tabbou : Homme politique algérien